# ベルリン地下鉄4号線
ベルリン地下鉄4号線（独: Linie U4）は、ベルリン地下鉄の路線である。

## 概要
2.86kmの路線を有し、駅数は5駅である。旧西ベルリン中心部から同南部を結ぶ。U1、U2、U3と同様に、U4も1914年までに開業したベルリン地下鉄のひとつであり、細い電車とトンネルであることから小型規格（Kleinprofil）と呼ばれている。
U4は、当時は独立した自治体であったシェーネベルクによって建設され、1910年12月1日に全線開業した。
運賃は全区間がZone Aである。平日は5 - 10分間隔、土休日は10 - 15分間隔での運行が基本である。なお、金曜／土曜、土曜／日曜の終夜運行は行われていない。